# クレア・カーディ
クレア・カーディ(Claire Cardie)は、自然言語処理を専門とするアメリカのコンピューター科学者。 2006 年から、コーネル大学の計算機科学と情報科学の教授で、2010年から2011年までは、情報科学部門のチャールズ・ワイスとバーバラ・ワイスの科学部長を務めた 。研究対象には、共参照の解決と感情分析が含まれる。

## 来歴
1982年にイェール大学を卒業し、企業のコンピュータープログラマーとして働いた後 、1980年代後半に大学院に戻り、博士号を取得する。マサチューセッツ大学アマースト校で1994年に論文「概念文分析のためのドメイン固有の知識獲得」がウェンディ・レーナート によって監修された。
1994年からコーネル大学で計算機科学を担当し、2005年から情報科学も担当する。助教授 (1994年 - 2000年)、准教授 (2000年 - 2006年) を経て、2006年に教授に昇進する。2007年に「Appinions」を共同創設し、2015年まで主任科学者を務める。コーネル大学の博士課程の学生の中にアミット・シングハル がいる。

## 受章歴
- 2016 年に計算言語学協会のフェロー[1]、2019 年には、ACMフェローに選出される[3]。
- 2021年にアメリカ科学振興協会の情報、コンピューティング、通信に関するセクションでフェローに選出される[5]。